# Hirsisaari (ö i Södra Savolax, Nyslott, lat 62,15, long 29,26)
Hirsisaari är en ö i Finland. Den ligger i sjön Orivesi och i kommunen Nyslott i  landskapet Södra Savolax, i den sydöstra delen av landet, 300 km nordost om huvudstaden Helsingfors. Öns största längd är 1,1 kilometer i öst-västlig riktning.